# José Luis Dibildos Alonso
José Luis Dibildos Alonso (Madrid, 9 d'abril de 1929 – ibídem, 12 de juny de 2002) va ser un productor i guionista espanyol.

## Biografia
Va néixer en Madrid el 9 d'abril de 1929. Llicenciat en Dret i estudiant d'Econòmiques ho va deixar tot pel cinema. El seu primer guió el va escriure als 21 anys, es titulava Hombre acosado.
El 1971 va ser nomenat president del Grup Sindical de Productors Cinematogràfics i de Uniespaña.
De totes les seves pel·lícules, les que major acceptació han tingut són El tulipán negro, protagonitzada pel francès Alain Delon, i Llanto por un bandido de 1963, dirigida per Carlos Saura.
Va criticar molt la censura en els anys de la dictadura de Francisco Franco. En una ocasió José Luis va dir el següent: «En un guió em venia ratllat un adjectiu. O sigui, una escena que una parella llavors baixava d'un cotxe i tal. I llavors, en descriure a la dona que baixava del cotxe jo havia posat a la paraula "cames de dona meravelloses", unes cames "meravelloses". Llavors, amb llapis vermell m'havien ratllat l'adjectiu 'meravellós'. O sigui, vull dir, de psiquiatre, no?».

## Família
El 27 de març de 1971 va contreure matrimoni amb l'actriu Laura Valenzuela, després de 13 anys de festeig. Sis mesos més tard naixeria la també actriu Lara Dibildos, que va estar casada amb l'ex jugador de bàsquet Fran Murcia.
Va morir el 12 de juny de 2002 en la Clínica de la Concepción (Madrid) d'un atac al cor a l'edat de 73 anys.

## Premis
Medalles del Cercle d'Escriptors Cinematogràfics
| Any  | Categoria                | Pel·lícula     | Resultat  |
| ---- | ------------------------ | -------------- | --------- |
| 1954 | Millor argument original | Sierra maldita | Guanyador |
| 1983 | Millor guió              | La colmena     | Guanyador |

- Festival Internacional de Cinema de Berlín Os d'Or de 1983 per La colmena.
- Espiga d'Or commemorativa en reconeixement de la seva carrera el 1998.
- Premis Goya, Goya d'Honor en 2000.